# Jméno růže
Kniha Jméno růže (it. Il nome della rosa, 1980, česky 1985) je prvním a pravděpodobně nejslavnějším románem italského filosofa, medievalisty, sémiotika a romanopisce Umberta Eca. Roku 1986 byla zfilmována v režii Jeana-Jacquese Annauda se Seanem Connerym v hlavní roli františkánského mnicha Viléma z Baskervillu. V roce 2011 autor román drobně zrevidoval.

## Úvod
Jedná se o ukázkové dílo postmodernismu, k jehož hlavním principům patří, že dílo je interpretovatelné různými způsoby podle pohledu každého jednotlivého čtenáře. Konkrétně Jméno růže může čtenář chápat jako historický román, detektivku, filosofické dílo, částečně dílo hororové nebo teologické, neboť kniha obsahuje více rovin, které se prolínají.
Kniha se snaží vzbudit dojem autentičnosti středověku, k čemuž slouží i samotná literární kompozice románu. Dělením děje na jednotlivé dny připomíná Boccacciův Dekameron. Jednotlivé dny pak dělí podle Řehole svatého Benedikta a přesně stanoveného rytmu mnišských zvyklostí. Dění románu se pak odvíjí podle aristotelského vzoru jednoty místa, času a děje – během jednoho listopadového týdne roku 1327. Dojmu autentičnosti a historické věrnosti se snaží Eco dosáhnout také častými citacemi z existujících středověkých písemných děl. Postava Viléma z Baskervillu hájí názory Marsilia z Padovy, z jehož spisu Defensor pacis často cituje. Dalším zdrojem citací je samozřejmě Bible a z autorů je to Roger Bacon, William Ockham, Tomáš Akvinský (Summa theologiae), Isidor Sevillský, Alan z Lille, Publius Vergilius Maro a mnozí další. Zmínit je potřeba také spisy Visio Brendani a pasáž pojednání o alegorii kamenů, která je doslova převzata ze spisu De lapidibus. Celou řadu písemných děl si ale Eco vymyslel a citace z nich jsou jen hrou se čtenářem. Není pak náhodou, že celou knihu uzavírá verš z Bernarda z Morlasu, skutečně žijícího básníka z 12. století, v jehož textu se nominalismus obdivuhodně propojuje s moderní sémiotikou (verš: „Někdejší růže je tu už jen co jméno, jen pouhá jména držíme v své moci“). Středověký kolorit knihy umocňuje Eco zcela nenápadně i použitím textů novověkých – věta „Jediné pravdy, které k něčemu jsou, jsou nástroje, které je třeba po použití odhodit“ je tak například parafrází věty Ludwiga Wittgensteina (1889–1951).
V knize se také objevují zřejmé odkazy na současnost – ať už je to téma nebezpečného totalitarismu jedné pravdy, tak i nenápadné ztotožnění některých středověkých společenských skupin s těmi dnešními politickými.[zdroj⁠?!] Dějiny se stávají pro Eca materiálem pro jeho sémiotické hry a občas v nich spatříme symboly současnosti.

## Příběh

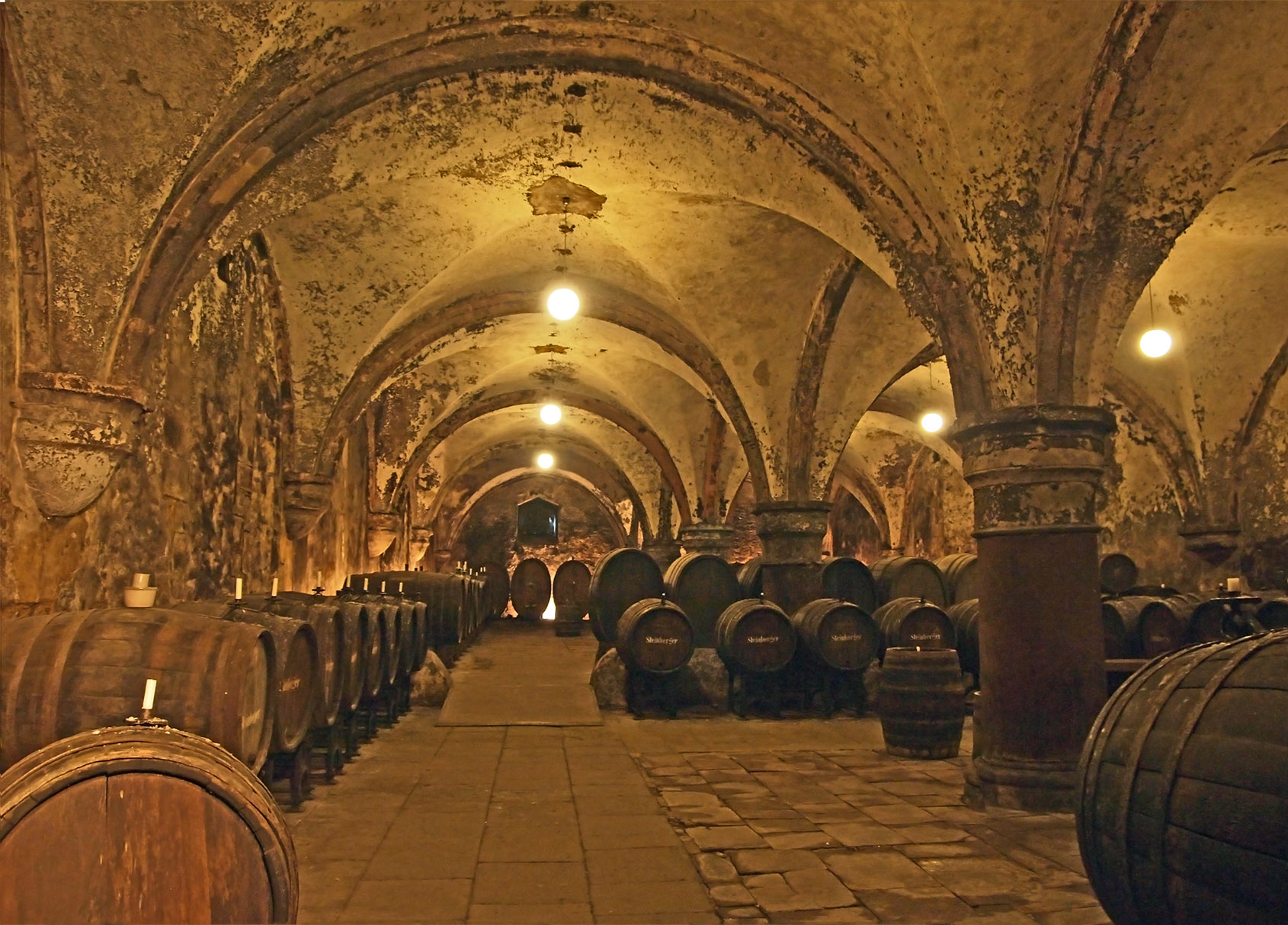
Refektář, dnes vinný sklep kláštera Eberbach poblíž Eltville a Wiesbaden, Německo

V opatství, ve kterém se děj odehrává, se myšlenky všech mnichů upírají především k hornímu patru hlavní budovy, ve kterém je umístěn velký a velmi matoucí labyrint chodeb, ukrývající před zvědavci největší knihovnu celého tehdejšího křesťanského světa.
Františkán Vilém z Baskervillu přijel do opatství v doprovodu svého žáka, Adsona z Melku, aby zde připravil půdu pro jednání františkánů (minoritů, zastánců chudoby církve) s delegací avignonského papeže Jana XXII. Vilém byl po příjezdu opatem informován o záhadné smrti iluminátora Adelma z Otranta a byl, jakožto bývalý inkvizitor, požádán o její objasnění. Adelmova smrt však nebyla jediná, která se měla ve zdech opatství odehrát: hned následujícího rána byl v kádi vepřové krve ze zabíjačky objeven mrtvý mnich Venantius. Vilémovi bylo jasné, že ani toto úmrtí nebylo poslední, zdálo se mu dokonce, že vrah napodobuje schéma dané biblickou Apokalypsou (což se však později nepotvrdilo).
Vilém se krom pátrání po okolnostech zločinů zabýval také filosofickými debatami o smíchu s druhým nejstarším obyvatelem opatství, slepým Jorgem z Burgosu. Jelikož všichni zavraždění měli s knihovnou něco společného, začalo se zdát, že s ní zločiny úzce souvisí. Proto se Vilém noc co noc snažil rozluštit záhadu uspořádání knihovny, do které byl všem mnichům přísně zakázán vstup. Toto uspořádání znal jen knihovník Malachiáš a jeho pomocník Berengar.
Další obětí vražd se stal právě Berengar, který byl nalezen mrtvý ve vaně. Vilém zjistil, že v knihovně se nalézá zazděná místnost s tajným vchodem, která obsahuje zakázané knihy. A právě jednu z těchto knih, tajemný druhý díl Aristotelovy Poetiky, který byl pokládán za ztracený, nebo nikdy nesepsaný, někdo z knihovny odnesl, a podezřelí (oni tři nebožáci), kterým se dostal do rukou, jsou mrtví. Kniha však zmizela neznámo kam.
V opatství začalo jednání obou delegací. Vůdcem papežského společenstva při jednáních je inkvizitor Bernardo Gui, historická postava, autor Practica inquisitionis vydaného 1323–24. Bernardo Gui je myšlenkovým oponentem Viléma z Baskervillu. Během jednání delegací je zatčen místní celerarius (správce) a obviněn z vražd poté, co ho našli nad tělem dalšího zavražděného, kterým byl Severin, mnich herbarista. Vilémovi kniha znovu unikla zásluhou mnicha Bengta. Následně zemřel i knihovník Malachiáš, kterému ji Bengt odevzdal.
Zkoumáním minulosti opatství se Vilém propracoval až k jeho skutečnému vládci, Jorgemu z Burghosu. Knihu, která ospravedlňovala lidský smích (v 1. polovině 14. století se dostával ke slovu filosofický směr založený právě na vědění Aristotela: scholastika), Jorge napustil jedem. Považoval smích za věc ďábla, protože Kristus se údajně nesmál. Nakonec Jorge knihovnu sám zapálil, opatství vyhořelo a Vilém s Adsonem toto místo opustili.

### Zápletka
Nejmenované opatství, severní Itálie, listopad roku 1327. Berengar, jehož vedou jeho homosexuální touhy po mladém Adelmovi, mu za příslibu sexuálního aktu prozradí způsob, jak se dostane k tajné části knihovny finis Africae, ve které je i údajně neexistující druhá část Aristotelovy Poetiky. Adelma se ale následně zmocní výčitky svědomí a vyzpovídá se Jorgemu, který se tak dozví, že jím tak nenáviděná a obávaná kniha může být zanedlouho odhalena a zveřejněna. Adelma k smrti vyděsí, což jej vede k následné sebevraždě. Před svou smrtí (a samotným aktem) však ono tajemství prozradí Venantiovi, který po ní už dlouhou dobu pátral. Netušil však, že když si pár dnů po Adelmově smrti pro ni do knihovny tajně přišel (v den Vilémova příchodu), Jorge už ji stihl potřít jedem, který před několika desítkami let ukradl Severinovi. Při jejím prohlížení (kdy si při doteku pokryje prsty jedem) si počíná jako každý horlivý čtenář, jež si během čtení aktivně olizuje prsty, aby se mu lépe listovaly stránky. Tím se otráví a zemře. Berengar, který jej v noci objeví mrtvého, jej ze strachu z toho, že na tom měl i svůj podíl (tím, že své tajemství vyzradil Adelmovi), Venantia odtáhne do kádě s krví, aby to vypadalo jako nehoda nebo sebevražda. Následující noci se knihy zmocní, neboť rovněž upoutala jeho pozornost. Je však přistižen Vilémem a zanechá po sobě Venantiův pergamen s poznámkami k odemčení tajných dveří ve knihovně k samotné finis Africae. S knihou následně putuje do špitálu (u herbaristy Severina), kde si ji také přečte a otráví se. Předtím si ale stihne dát koupel v lázních, kde následkem jedu ochrne a utopí se. Severin poté knihu objeví, ihned o tom informuje Viléma, který je však zaneprázdněn diskusí mezi oběma návštěvami opatství (papežští legáti a františkáni), jejich rozhovor proto zaslechne i Jorge. Ten Malachiášovi namluví, že Berengar (jeho bývalý milenec) měl i pletky se Severinem, za něž mu dal i knihu z finis Africae. Rozzuřený Malachiáš proto zabije herbaristu Severina. Knihu však nestihne najít, protože do místnosti vstoupí cellerarius, který je poté inkvizicí (skupinou papežských legátů) na základě podezření z kacířství (spojené s jeho aktivitou v sektě fra Dolcina) zatčen (a následně odsouzen). V onom zmatku se proto kniha dostane k Bengtovi (Vilém s Adsonem ji totiž v hromadě nepořádku přehlédnou). Malachiáš mu proto ihned nabídne místo pomocného knihovníka výměnou za knihu. Bengt návrh přijme. Malachiáš rovněž nyní puzen zvědavostí k zakázané knize, kvůli které vraždil, si ji přečte a následně umře. Vilém, nyní puzen časovým napětím, přijde k opatovi a odhalí mu část pravdy, ke které zatím přišel. Opat, rozčilený z toho, že Vilém odhalil neblahou minulost opatství a jsa si jist, kdo za všemi vraždami stojí, vezme situaci do svých rukou a oznámí Vilémovi, že už jej nepotřebuje a že následující ráno očekává jeho odchod. Vilém s Adsonem si dají poslední části hádanky dohromady a objeví klíč k tajným dveřím k finis Africae. Mezitím si ale opat svolává různé mnichy (Aymardus, Alinardus, Mikuláš, Jorge...). Mezi nimi je i Jorge. Ten mu odhalí tajný vstup do finis Africae přes kostnici a dá si v ní s opatem sraz (po kompletáři). Jorge jej však zradí a uvězní jej v tajné chodbě, kde se následně udusil nebo uhořel. Vilém s Adsonem nakonec vejdou do finis Africae tajným vchodem přes zrcadlo, kde se setkají s již čekajícím Jorgem. Dojde k naprostému odhalení všech událostí a skutečností, které předcházely a zapříčinily ony nešťastné události v opatství za posledních několik dnů. Jorge, přesvědčen o své bezúhonnosti a hrdinské ochraně Boží Pravdy, nakonec začne Aristotelovu Poetiku trhat a jíst. Vilém s Adsonem se na něj vrhnou, avšak v zápalu boje dojde k rozbití lucerničky, která zapálí celou knihovnu a následně i celé opatství.

### Citát
| „                                           | Antikrist se může zrodit i ze soucitu, z nadměrné lásky k Bohu nebo k pravdě, jako se kacíř rodí ze světce a člověk posedlý z proroka. Obávej se, Adsone, proroků a těch, kdož jsou ochotní zemřít za pravdu, protože obvykle nechají spoustu jiných lidí zemřít s sebou, často před sebou a občas místo sebe. A možná, že úkolem toho, kdo miluje lidi, je přivést je k tomu, aby se smáli pravdě, přivést pravdu k tomu, aby se smála, protože jediná pravda je umět se osvobodit od chorobné vášně k pravdě, abychom se nestali otroky svých představ. | “ |
| — Vilém z Baskervillu k žáku Adsonu z Melku | |   |

## Interpretace
Proti názoru, že jde o detektivku, se staví fakt, že sice dojde k vyřešení záhadných vražd, ale ukáže se, že k němu vedla souhra náhody a chybné dedukce Viléma z Baskervillu. Kniha současně řeší středověké filosofické otázky, které činí celou knihu někdy obtížně pochopitelnou pro nepřipraveného čtenáře. Z hlediska historického prozrazuje kniha autorovu specializaci a odráží podrobnou znalost reálií a jazyka své doby (viz např. užití „nesprávné“ latinské vazby coram monachos, která však v době románu byla častá, aj.)
Možný klíč k interpretaci díla nastínil Umberto Eco také ve své práci Poznámky ke "Jménu růže".

## Inspirace
Spisovatel uvedl, že jeho inspirací pro největší knihovnu řádu nebylo benediktinské Opatství Admont. ale spíše klášter Sacra di San Michele ve Val di Susa, Piemont.

### Sekundární literatura
- Umberto Eco, „Poznámky ke "Jménu růže"“. Světová literatura, 1986, č. 2, strana 227–241.
- Horst Fuhrmann, Středověk je kolem nás, Nakladatelství H+H, 2006, strana 269–291.

## Přehled českých vydání
- Jméno růže, Odeon, Praha 1985, přeložil Zdeněk Frýbort; doslov Jaroslav Kudrna
- Jméno růže, Odeon, Praha 1988, přeložil Zdeněk Frýbort; doslov Jaroslav Kudrna
- Jméno růže, Šimon & Šimon, Praha 1993, přeložil Zdeněk Frýbort
- Jméno růže, Nakladatelství Josefa Šimona, Praha 1994, přeložil Zdeněk Frýbort; Ilustr. Vladimír Tesař
- Jméno růže, Nakladatelství Josefa Šimona, Praha 1995, přeložil Zdeněk Frýbort
- Jméno růže, Český klub, Praha 1999, přeložil Zdeněk Frýbort
- Jméno růže, Nakladatelství Josefa Šimona, Praha 2003, přeložil Zdeněk Frýbort
- Jméno růže, Český klub, Praha 2005, přeložil Zdeněk Frýbort
- Jméno růže, Český klub, Praha 2007, přeložil Zdeněk Frýbort
- Jméno růže, Český klub, Praha 2008, přeložil Zdeněk Frýbort
- Jméno růže, Český klub, Praha 2009, přeložil Zdeněk Frýbort
- Jméno růže, Český klub, Praha 2011, přeložil Zdeněk Frýbort, ISBN 978-80-86922-36-2
- Jméno růže, Argo, Praha 2014, přeložil Zdeněk Frýbort, ISBN 978-80-257-1057-9, aktualizované a rozšíření vydání
- Jméno růže, Argo, Praha 2016, přeložil Zdeněk Frýbort, ISBN 978-80-257-1692-2
- Jméno růže, Argo, Praha 2016, přeložil Zdeněk Frýbort, ISBN 978-80-257-2435-4

### Zajímavost
V prvních dvou českých vydáních, která vyšla před rokem 1989, je na samém začátku autorova úvodu "Starý rukopis, přirozeně" zaretušována zmínka o okupaci Prahy v srpnu 1968.

## Dramatizace
- Jméno růže, Český rozhlas, 2002, přeložil Zdeněk Frýbort, dramatizace Michal Lázňovský, dramaturg Hynek Pekárek, režie Ivan Chrz (oceněno Prix Bohemia Radio 2006 v kategorii rozhlasová inscenace pro dospělé posluchače)[5]
- Jméno růže, Městské divadlo Brno, premiéra: 19. 2. 2011, adaptace Claus J. Frankl, přeložili Václav Cejpek a Monika Kučerová, dramaturg Ladislav Stýblo, režie Petr Kracik[6]

## Filmové a televizní adaptace
- 1986: Il nome della rosa, film (Itálie, Francie, Německo), režie Jean-Jacques Annaud, hrají Sean Connery (františkánský mnich Vilém z Baskervillu), Christian Slater (novic Adso z Melku)
- 2019: Il nome della rosa, osmidílný seriál (Itálie, Německo), režie Giacomo Battiato, hrají John Turturro (františkánský mnich Vilém z Baskervillu), Rupert Everett (inkvizitor Bernard Gui)